# Coloma (hrabstwo Waushara)
Coloma – wieś w Stanach Zjednoczonych, w stanie Wisconsin, w hrabstwie Waushara.